# Jean-Baptiste Éblé
Pour les articles homonymes, voir Éblé.

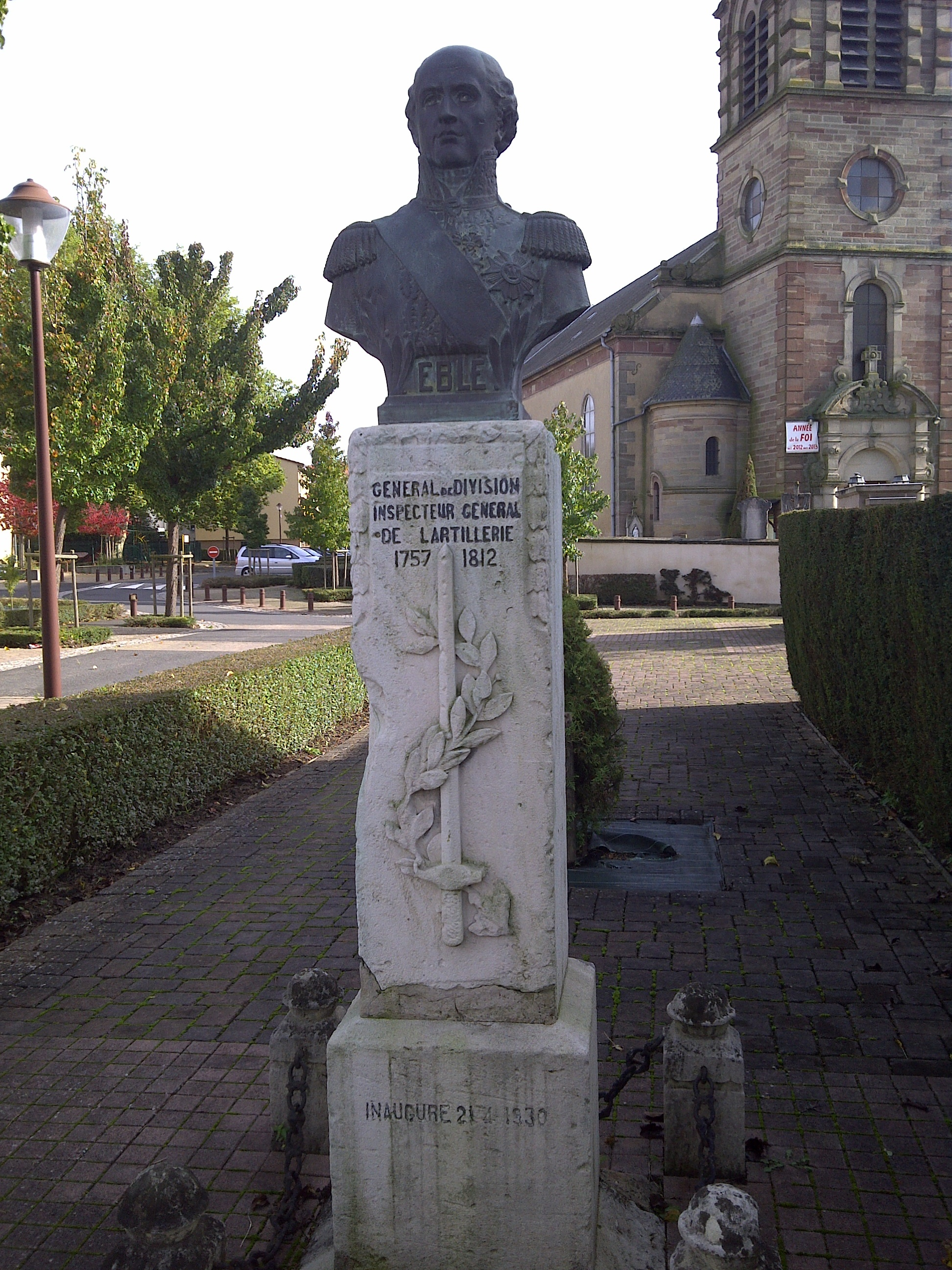
Monument à Jean-Baptiste Eblé à Saint-Jean-Rohrbach.

Jean-Baptiste, baron Éblé, né le 21 décembre 1758 à Saint-Jean-Rohrbach, dans le duché de Lorraine, et mort le 31 décembre 1812 à Königsberg en Prusse, est un général français du Premier Empire, issu de l'artillerie.

## Biographie
Jean-Baptiste Éblé est né le 21 décembre 1758 à Saint-Jean-Rohrbach,.
Fils de Jean Éblé, un vieux sergent du régiment d'Auxonne artillerie fait officier en Amérique, Jean-Baptiste entre à neuf ans le 21 décembre 1767, comme canonnier de ce même régiment d'Auxonne, dans lequel sert son père.

### Carrière militaire
En 1791, après vingt-quatre ans de service, il est capitaine en second. Il sert dans l'armée de Dumouriez jusqu'au mois de juillet 1793. Il est envoyé à Naples pour organiser l'artillerie. Un des premiers, il forme la 27e compagnie de canonniers à cheval attachée au 7e régiment d'artillerie. Élevé bientôt au grade de chef de bataillon, il est attaché à l'état-major puis il commande une division à la bataille d'Hondschoote et au déblocus de Dunkerque. Promu général de brigade le 29 septembre 1793, sa conduite à la bataille de Wattignies deux semaines plus tard lui fait attribuer le grade de général de division le 25 octobre 1793, dont il a déjà rempli les fonctions. C'est pendant la campagne contre les Pays-Bas qu'il imagine de partager les canons entre les différentes divisions de l'armée, formant ainsi des parcs de réserve et des dépôts de munitions sur toutes les lignes d'opérations, système dont l'expérience a démontré l'utilité et qui depuis est constamment suivi.
Lorsque Moreau prend le commandement en chef de cette armée que Dumouriez vient d'abandonner, le général Éblé est à la tête de l'artillerie. Il la dirige au siège d'Ypres en juin 1794, et en juillet à celui de Nieuport. C'est par ses conseils qu'est placée une batterie de 42 à 200 toises des glacis. Les ravages de ces canons, dont tous les coups portaient sur les quartiers les plus riches, forcent la garnison à capituler après trois jours de tranchée. Il conduit les sièges de L'Écluse, du fort de Crèvecœur et de Bois-le-Duc, de Nimègue.

### Passage à l'armée du Rhin
Éblé est ensuite envoyé à l'armée du Rhin, dont Moreau vient de prendre le commandement en chef. Ce général écrit au sujet d'Éblé dans une lettre adressée à la Convention : « La conduite du général Éblé est vraiment très active, on ne peut concevoir comment il a pu suffire à cette énorme consommation de poudre et de boulets que nous avons envoyés. » Il faut ajouter que dans tous ces combats, il ne perd pas un seul canon, et que l'artillerie qui ordinairement compromet les retraites, décide du succès de celle de Moreau. En 1797, le général Éblé commande seul l'artillerie dans le fort de Kehl, pendant le siège qu'a fait de cette place l'armée autrichienne sous les ordres de l'archiduc Charles. Il prouve alors qu'il n'est pas moins savant dans l'art de défendre les places que dans celui de les attaquer. Il est à Rome où il doit commander l'artillerie de l'armée que Championnet conduit à la conquête du royaume de Naples. Mais cette artillerie n'existe pas : Éblé compose ses équipages de campagne avec les pièces prises aux Napolitains. Gaète lui fournit des canons pour assiéger Capoue, et cette place se rend le 10 janvier 1799. Éblé en prend possession, surveille l'exécution de l'important article de la capitulation qui met au pouvoir de l'armée française toute l'artillerie de l'arsenal de la place. La prise de possession par les Français de cet important matériel détermine la soumission de Naples et le 20 janvier les Français entrent dans la seule capitale de l'Italie qu'ils n'ont pas encore visitée en vainqueurs depuis le commencement de l'ère révolutionnaire.
En 1800, il va rejoindre Moreau à l'armée du Rhin, et une fois encore il mérite les témoignages les plus honorables de sa satisfaction : « On ne saurait », écrivait Moreau, « trop faire l'éloge de l'artillerie, qui, par son organisation et la manière dont elle est manœuvrée dans les combats, s'est acquis l'estime de tous les corps de l'armée. C'est un hommage bien juste à rendre au général Éblé qui la commande, et qui doit être compté dans cette arme comme un des meilleurs officiers de l'Europe. » La République batave s'était engagée, par une convention spéciale, à entretenir à ses frais une armée française sur son territoire. Attaché à cette armée en 1803, Éblé est chargé de tous les détails de l'organisation de l'armée placée sous ses ordres.

### La Westphalie et la guerre d'Espagne
Il passe en 1804, au commandement des équipages de l'armée de Hanovre, laquelle devient ensuite le 6e corps de la Grande Armée. C'est alors qu'il est nommé gouverneur de la province de Magdebourg. Il quitte cette province pour aller inspecter en 1808, toute la ligne qui s'étend depuis Huningue jusqu'à Anvers. À cette époque le 26 octobre 1808, Napoléon Ier lui confère le titre de baron de l'Empire. L'année suivante, il passe au service de la Westphalie, comme ministre de la guerre du roi Jérôme Bonaparte. Ses mesures et son activité déconcertent les projets insurrectionnels du major Ferdinand von Schill, et c'est en récompense de ce service que Jérôme le nomme colonel général de ses gardes du corps. Cependant, tout en passant au service de Westphalie, Éblé, toujours général de division dans l'armée française, a refusé de prêter serment au souverain étranger. Napoléon Ier lui donne la direction de l'artillerie de l'armée du Portugal sous les ordres du maréchal Masséna. Eblé participe aux sièges de Ciudad Rodrigo et d'Almeida et crée deux équipages de pont.

### Les pontonniers de la Bérézina

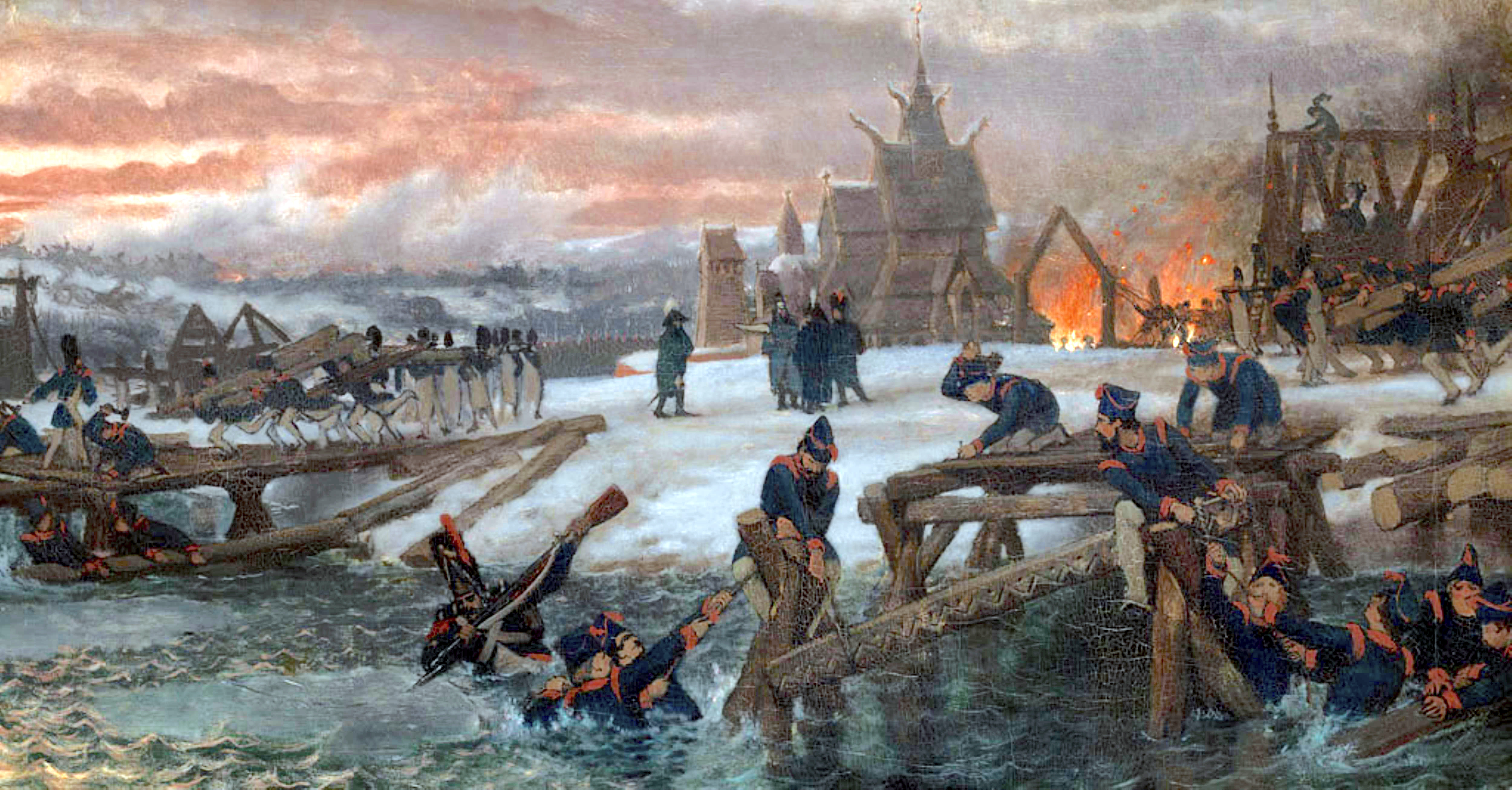
Lawrence Alma-Tadema, La Traversée de la rivière Bérézina. 1812 (vers 1859-1869), musée d'Amsterdam.

Le 7 février 1812, il est nommé commandant en chef des équipages de pont à la grande armée qui s'ébranlait pour envahir la Russie.
Son rôle est décisif au passage de la Bérézina. Il est chargé de construire deux ponts de bateaux ; le général Chasseloup-Laubat, commandant du génie, doit jeter le troisième. Éblé a su conserver autour de lui, en bon ordre, 400 pontonniers néerlandais, six caissons d'outils et deux forges de charbon. Il se jette lui-même à l'eau pour montrer l'exemple à ses hommes.[réf. souhaitée] L'ordre qu'il a reçu le 25 novembre à 6 heures du soir, est exécuté le lendemain à une heure de l'après-midi : celui donné à l'artillerie ne l'est point. Le 29 novembre, il attend deux heures avant de brûler ses ponts afin de permettre le passage de nombreux soldats. Le général Lariboisière, commandant en chef de l'artillerie de la Grande Armée, meurt le 18 décembre à Königsberg ; Éblé, nommé à sa place et chargé de réorganiser le service, ne lui survit que treize jours puisqu'il meurt le 31 décembre, dans la même ville. La nouvelle de sa mort n'est pas encore parvenue en France le 3 janvier 1813, quand Napoléon le nomme premier inspecteur général de l'artillerie. Il crée alors sa veuve comtesse de l'Empire. Son cœur a été transféré dans la crypte des Invalides et son corps repose dans l’église catholique de Königsberg.
Franc-maçon, il est membre de la Loge militaire Les Amis philanthropes de Bruxelles, du Grand Orient de France[réf. souhaitée].

## Union et postérité

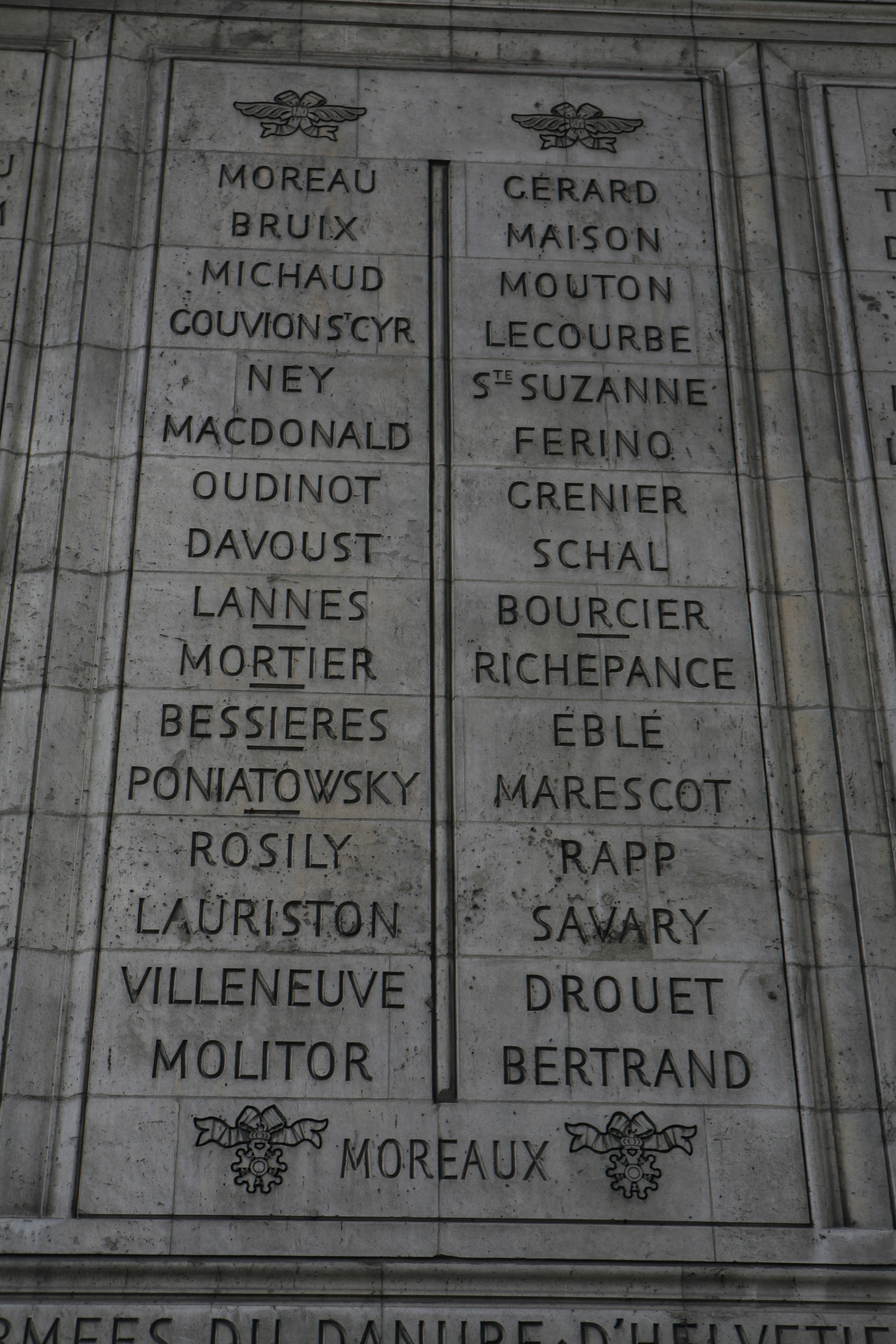
Noms gravés sous l'arc de triomphe de l'Étoile : pilier Est, 13e et 14e colonnes.

Éblé épouse le 5 avril 1809 à Cassel, Édeline Louise Fréteau de Pény (1789-20 novembre 1868), fille d'Emmanuel Fréteau de Pény (28 mars 1745-14 juin 1794, victime de la Révolution française), seigneur de Vaux-le-Pénil et de Saint-Liesne, conseiller de grand-chambre au parlement de Paris, député aux États généraux de 1789, et de Marie Josèphe Perrine Moreau de Plancy (1756-1829). Ensemble, ils ont :
- Marie Louise Laurence (3 avril 1812-27 janvier 1859), mariée le 20 octobre 1831 à Paris, avec Léon (1801-1873), marquis de Nicolaÿ, fils aîné de Christian de Nicolaÿ, dont postérité.

## Titres
- Baron de l'Empire (26 octobre 1808).
- Le titre de comte Éblé — qu'a reçu sa veuve — est relevé par décret impérial du 17 avril 1867, par son neveu le général Charles Éblé.

## Distinctions
- Légion d'honneur :
  - légionnaire le 23 vendémiaire an XII (23 décembre 1803), puis ;
  - grand officier de la Légion d'honneur le 25 prairial an XII (14 juin 1804).
- Chevalier de l'ordre du Lion de Bavière.
- Grand-commandeur de l'ordre royal de Westphalie.
- Son cœur est conservé dans la crypte des Gouverneurs en la cathédrale Saint-Louis des Invalides.

## Armoiries
| Figure | Blasonnement |
|        | Armes du baron Eblé et de l'Empire « D'or à quatre cantons, le premier d'azur à trois épis d'or, liés par la tige, le deuxième des barons militaires, le 3e de gueules à deux épées en sautoir d'argent, le 4e d'azur au lion rampant et contourné d'or. », - Livrées : bleu, rouge, jaune, blanc. |
|        | Armes de la comtesse Edeline, Louise, Hélène de Freteau, veuve du général Eblé (titre de comtesse accordé par décret du 8 janvier 1813 (lettres patentes du 8 avril 1813, Saint-Cloud). « Écartelé d'azur et de gueules, à la croix d'or brochant sur le tout cantonnée au premier du signe des comtes tirés de l'armée, au deuxième deux épées en sautoir d'argent montées d'or ; au troisième d'un lion rampant d'or ; au quatrième de trois épis de blé noués d'or. » - Livrées : bleu, rouge, jaune, blanc. |